# 八茎鉱山
八茎鉱山（やぐきこうざん）は、福島県いわき市四倉町に位置する廃鉱山（スカルン鉱床）である。日鉄鉱業グループの新八茎鉱山株式会社により、石灰石および砕石の採掘が行われていた。かつては、灰重石（タングステン鉱石）や銅鉱石、鉄鉱石も採掘されていた。
「八茎」の読み方はやくき、やぬき、やぐきなどがある。

## 歴史
八茎鉱山の歴史は古く、和銅年間（708年 - 714年）に発見された、あるいは明徳2年（1391年）に発見された、とされる。天正元年（1573年）から慶長7年（1602年）までは太田城主の佐竹氏によって開発が行われた。佐竹氏が秋田に転封されてからは、磐城平藩によって経営された。明治になっても個人経営として採掘が継続されていたが、1906年（明治39年）7月に、ドイツ人の経営する輸入商社オット・ライメールス商会と、鉱山事業者の西村準三郎の共同出資により八茎鉱山合資会社が設立され、この鉱山は同社の経営となった。
鉱山では、鉱石の採掘と同時にズリとして大量の石灰石を産出した。この石灰石を利用しセメントを製造するため、八茎鉱山の社長であった広瀬金七と実業家岩崎清七は磐城セメント（後の住友大阪セメント）を設立、常磐線四ツ倉駅隣接地にセメント工場（四倉工業所、後の四倉工場）を建設した。四倉工業所が操業を開始したのは1908年（明治41年）9月のことである。
鉱山から工場へ石灰石を運搬する手段には、索道と、軌間610mmの軽便鉄道が採用された。軽便鉄道は1907年6月に完成し、工場と、鉱山と工場の中間地点に位置する玉山鉱泉を繋いだ。この専用鉄道は完成時、トロッコを馬が牽引する馬車鉄道であったが、1913年（大正2年）12月に蒸気機関車による牽引に切り替えられた。玉山鉱泉と鉱山を結ぶ索道は1910年（明治43年）9月に完成した。索道が完成するまでは、並走する村道に牛や馬を使って運搬していた。なお、鉱石も同様に索道・軽便鉄道を使用し、四ツ倉駅まで輸送された。
1926年（大正15年）、八茎鉱山は磐城セメントに合併し、鉱山の経営権は磐城セメントに移った。
軽便鉄道は、1952年（昭和27年）12月31日をもって廃止された。その後1954年（昭和29年）には、鉱山の経営権が磐城セメントから日鉄鉱業に譲渡された。1958年（昭和33年）には、軽便鉄道が軌間を1067mmに改修され専用鉄道に改められた上、運行が再開された。しかし、この専用鉄道は1982年（昭和57年）に廃止された。
専用鉄道廃止の4年前の1978年（昭和53年）、日鉄鉱業から八茎鉱山株式会社が分離され、鉱山の経営権は同社に移った。しかし1983年（昭和58年）には、鉱山の経営権は八茎鉱山株式会社から新八茎鉱山株式会社に再び変更された。